# 中小路亀次郎
中小路 亀次郎（なかこうじ かめじろう）は、中国の旧満州時代のロシア語の教授。
『露西亜語学捷径』を鈴木於菟平と共に編纂。日本政府のロシアとの交渉も努めた。

## 参照
1. ↑  中小路 亀次郎 - Webcat Plus

| スタブアイコン | サブスタブ | この項目は、まだ閲覧者の調べものの参照としては役立たない、人物に関連した書きかけの項目です。この項目を加筆・訂正などしてくださる協力者を求めています（P:人物伝/PJ:人物伝）。 |